# Melita nitidula
Melita nitidula is een vlokreeftensoort uit de familie van de Melitidae. De wetenschappelijke naam van de soort is voor het eerst geldig gepubliceerd in 1958 door Ruffo.